# Fédération Française de Course d’Orientation
Der Französische Orientierungslaufverband (französisch: Fédération Française de Course d’Orientation, FFCO) ist der nationale Orientierungslaufdachverband Frankreichs. Er wurde am 25. April 1970 gegründet und ist Mitglied des Internationalen Orientierungslaufverbandes (IOF) und des Comité National Olympique et Sportif Français (CNOSF).

## Ausgetragene Veranstaltungen
Orientierungslauf:
- Orientierungslauf-Weltmeisterschaften 1987 in Gérardmer, Département Vosges
- Junioren-Orientierungslauf-Weltmeisterschaften 1998 in Reims, Département Marne
- Orientierungslauf-Weltmeisterschaften 2011 im Département Savoie

Mountainbike-Orientierungsfahren:
- Mountainbike-Orienteering-Weltmeisterschaften 2002 in Fontainebleau, Département Seine-et-Marne

Ski-Orientierungslauf:
- Ski-Orientierungslauf-Weltmeisterschaften 1992 in Pontarlier, Département Doubs

Trail-Orienteering:
- Trail-Orienteering-Weltmeisterschaften 2011 im Département Savoie